# Brachycyrtus baltazarae
Brachycyrtus baltazarae là một loài tò vò trong họ Ichneumonidae.